# كنارنج

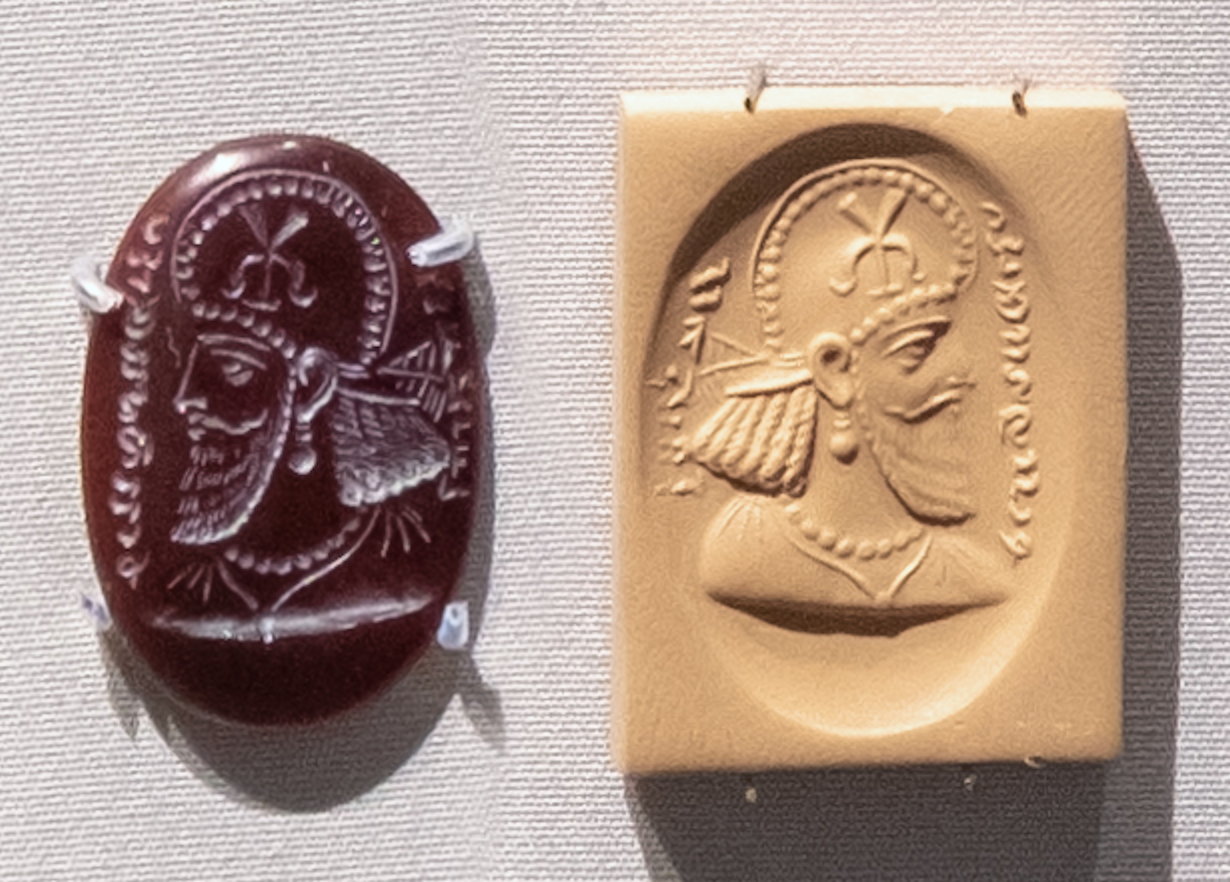
ختم ساساني عليه نقش باللغة البهلوية "بيروزهرمزد، ابن الكنارنج". القبعة مزينة بإطار من اللؤلؤ. تم توثيق الكنارنجات من القرن الخامس الميلادي. المتحف البريطاني 134847.

كَنَارَنج (بالفارسية: کنارنگ) كان لقبًا فريدًا في الجيش الساساني، أُعطي لقائد المقاطعة الحدودية الواقعة في أقصى شمال شرق الإمبراطورية الساسانية، أبرشهر (التي تشمل مدن نيسابور وطوس وأبيورد). في المصادر البيزنطية، يتم كتابته تشانارانج (باليونانية: χαναράγγης)‏ وغالبًا ما يستخدم، على سبيل المثال من قبل بروكوبيوس، بدلاً من الاسم الفعلي لصاحب الاسم.
تم استخدام هذا اللقب بدلاً من اللقب الأكثر تقليدية مرزبان، والذي كان يحتفظ به بقية حراس الحدود الإيرانيين. مثل المرزبانات الآخرين، كان المنصب وراثيًا. تم توثيق العائلة التي ملكته (الكنرانجات) لأول مرة في عهد يزدجرد الأول (حكم من 399 إلى 421)، ولكنها تنحدر من سلالة ما قبل الساسانية، على الأرجح البارثية. لقد تمتعوا بمكانة عالية وسلطة كبيرة في المناطق الحدودية الشمالية الشرقية للإمبراطورية الساسانية، كما ينعكس ذلك في وصفهم المجيد في الشاهنامه للشاعر الفارسي العظيم الفردوسي.  كانوا من بين العائلات العظيمة التي أطاحت بآخر ملوك الساسانيين الأقوياء كسرى الثاني في 628.
كانت العائلة نشطة حتى نهاية الحكم الساساني. قاد رجل يُدعى كنارا في المصادر العربية سلاح الفرسان الإيراني الخفيف في معركة القادسية الحاسمة، ويقال إن ابنه شهريار بن كنارا قد قاتل ببسالة قبل أن يُقتل. تم اعتبار الأسرة لاحقًا على أنها ساعدت المسلمين في الفتح الإسلامي لخراسان بقيادة عبد الله بن عامر، وتمت مكافأتهم بالحق في الاحتفاظ بمقاطعة طوس ونصف مقاطعة نيسابور تحت سيطرتهم. تم طردهم في النهاية من قبل الضابط العسكري العربي حميد بن قحطبة، ربما أثناء ولايته لخراسان في عهد الخليفة أبي جعفر المنصور.